# Józef Flach
Józef Flach, ps. Józef Faleński (ur. 9 września 1873 w Krakowie, zm. 12 maja 1944 tamże) – polski krytyk literacki i teatralny, publicysta, profesor, germanista.

## Życiorys
Syn Karola i Aleksandry Horak (ur. 1846). Ukończył gimnazjum w Krakowie, a następnie studia z zakresu germanistyki na Uniwersytecie Jagiellońskim. Tutaj też pracował jako nauczyciel w I szkole realnej. W 1908 roku Wydział Krajowy mianował go na miejsce zmarłego Karola Estreichera na członka komisji artystycznej krakowskiego teatru. W czasie I wojny światowej wykładał pod obcym nazwiskiem w Gimnazjum im. M. Reya w Warszawie, w latach 1915–1916 był inspektorem polskiej szkoły powszechnej w Riazaniu, w latach 1916–1918 w Kijowie organizował teatr polski. Od 1935 był prezesem Syndykatu Dziennikarzy w Krakowie.
Redaktor tygodnika  „Światowid”. Swoje recenzje, eseje i publicystykę polityczną drukował w „Dzienniku Petersburskim”, „Kłosach Ukraińskich”, „Przeglądzie Polskim”, „Przeglądzie Powszechnym”, „Gazecie Lwowskiej”, „Nowej Gazecie”. Interesował się literaturą niemiecką, był m.in., autorem pierwszej pracy o G. Hauptmannie. Z końcem sierpnia 1939 z częścią zespołu "IKC-a" udał się do Lwowa. Liczono się z wybuchem wojny i ewentualnym zajęciem Krakowa przez Niemców; "IKC" miał wychodzić nadal we Lwowie. Flach wrócił do Krakowa, do okupacyjnej rzeczywistości. Schorowany, żył w nędzy; trafił do przytułku, do zakładu Helclów, gdzie zmarł w maju 1944 roku.
Od 1898 żonaty z Kazimierą Soświńską (1876–1958).
Pochowany na cmentarzu Rakowickim w Krakowie (kwatera PAS 55-płd-po lewej Jaklińskich).

## Ordery i odznaczenia
- Krzyż Kawalerski Orderu Odrodzenia Polski (11 listopada 1936)[6]
- Komandor Orderu Św. Sawy (Jugosławia)[5]
- Krzyż Zasługi (Węgry)[5]

## Publikacje książkowe
- Stanisław Wyspiański – studyum, nakładem księgarni F. Westa, Brody, 1908.
- Byron – życie i dzieła, nakładem księgarni F. Westa, Brody, 1908.
- Ruch literacki w Niemczech, „Biblioteka Warszawska”, t.4 (1912), s. 330.
- Sprawozdania Komisji Teatralnej w Krakowie 1893–1911, Napisali: Karol Estreicher i Józef Flach. Wstęp, opracowanie, przypisy D. Poskuta-Włodek, Warszawa 1992.